# Tourski

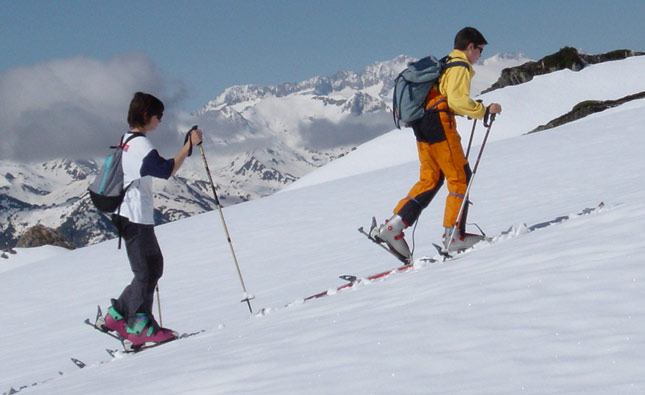
Stijgen met toerski's

Een toerski is een lichtere en vaak bredere ski met daarop een binding speciaal gemaakt voor het toerskiën. Qua ski-eigenschappen is een tourski te vergelijken met een zogeheten all-mountain ski. De lengte van een tourski is vaak korter (10-20 cm onder lichaamslengte) dan bij de reguliere alpine ski's, dit om makkelijker bochten te maken in de diepe sneeuw en om de "spitzekehre" (een draaitechniek bij het stijgen) te kunnen maken
Er bestaat een heel divers aanbod aan tourskilatten: van relatief zware en brede latten die voornamelijk voor freeride geschikt zijn, over 'freerando' (tussen beide in) tot het lichtste materiaal voor meerdaagse tourskitochten of wedstrijden.

## Tourskibinding

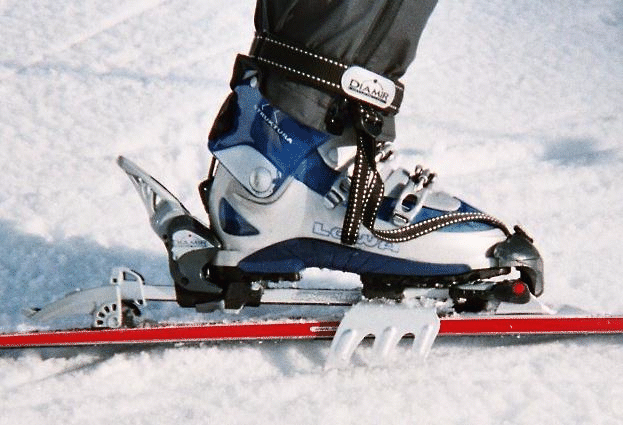
Tourskibinding met harschijzers en vangriemen

Tegenwoordig bestaat een toerskibinding uit een verstelbare stijghulp, een skistopper (rem), een bevestigingsplaats voor harschijzers en een veiligheidssluiting. Oudere modellen hebben nog vangriempjes in plaats van skistoppers maar die zijn om veiligheidsredenen niet meer in productie. Het aan je been blijven hangen van de ski kan in geval van een lawine je naar beneden trekken waardoor je bedolven wordt.
Enkele bekende merken van tourbindingen zijn: Nax, Fritschi Dyamir, Dynafit, Marker en G3.
Er is een onderscheid te maken tussen "tech bindingen" en bindingen waar een standaard-skischoen in past. Deze laatst houdt de skischoen op dezelfde manier vast als bij een standaard alpine binding.
Tech-bindingen zijn lichter maar vereisen aangepast skischoenen met "tech-inserts" en vergen enige leercurve om vlot gebruikt te kunnen worden in moeilijker terrein. De tech-binding werd tot 2008 enkel door Dynafit geproduceerd die hier een patent op had. Sinds het verstrijken van Dynafit's patent in 2008 worden tech-bindingen ook aangeboden door andere fabrikanten, zoals G3 en Fritschi Diamir.

## Tourskischoenen
Tourskibotten zijn gelijkaardig aan gewone skischoenen, maar hebben volgende specifieke eigenschappen:
- Lichter
- Rubberen zolen (bijv. Vibram)
- Walk-mode met een relatief grote range of motion
- Eventuele aanpassing voor tech-bindingen

## Toursnowboards
Voor toursnowboarden worden twee soorten snowboards gebruikt. Het gewone snowboard in combinatie met sneeuwschoenen of het splitboard. Een splitboard kan in twee ski's gesplitst worden die als tourski gebruikt kunnen worden.